# Vajdakita
La vajdakita és un mineral de la classe dels òxids. Nom atorgat en honor de Josef Vajdak (nascut el 31 de març de 1930, a Helena, Montana, EUA). Col·leccionista de minerals i distribuïdor nord-americà de minerals rars.

## Classificació
La vajdakita es troba classificada en el grup 4.JC.20 segons la classificació de Nickel-Strunz (4 per a Òxids (hidròxids, V [5,6] vanadats, arsenits, antimonurs, bismutits, sulfits, selenits, tel·lurits, iodats); J per a Arsenits, antimonits, bismutits, sulfits, selenits, tel·lurits; iodats i C per a Arsenit, antimonurs, bismutits; sense anions addicionals, amb H₂O; el nombre 20 correspon a la posició del mineral dins del grup).

## Característiques
La vajdakita és un òxid de fórmula química [(Mo6+O₂)₂(H₂O)₂As₂3+O₅]·3H₂O. Cristal·litza en el sistema monoclínic. El seu color va de verd a gris-verd; la seva llüissor és vítria.

## Formació i jaciments
S'ha descrit a Europa. Sol presentar-se en les fractures en la proximitat d'una veta de mineral. Format per l'àcid sulfúric concentrat en presència de As₂O₃.